# AS 비타 클뢰브
AS 비타 클뢰브(Association Sportive Vita Club)는 콩고 민주 공화국의 수도 킨샤사를 연고로 하는 축구 클럽이다. 이 팀은 1935년에 창단 되었으며 현재 리나푸트에 참가하고 있다.

## 선수 명단

### 현역
참고: FIFA 자격 규정에 따라 소속된 국가대표팀 국기를 표시합니다. 선수는 복수의 FIFA 비회원국 국적을 가지고 있을 수 있습니다.
| 번호 | 포지션 | 국적         | 이름                |
| ---- | ------ | ------------ | ------------------- |
| 1    | GK     | 부르키나파소 | 파리드 우웨드하우구 |

| 번호 | 포지션 | 국적 | 이름 |
| ---- | ------ | ---- | ---- |

### 역대
틀:AS 비타 클뢰브 선수 명단